# FK Mutěnice
FK Mutěnice (celým názvem: Fotbalový klub Mutěnice) je český fotbalový klub, který sídlí v Mutěnicích v Jihomoravském kraji. Od sezony 2024/25 hraje 6. liga dospělí JmKFS (B). Klubové barvy jsou zelená a žlutá.
Své domácí zápasy odehrává na stadionu Pod Búdama-Kappa Arena s kapacitou 2 500 diváků.

## Historie
Klub byl založen roku 1926 jako Slávia Mutěnice a brzy se zařadil k nejlepším v regionu, roku 1942 vyhrál putovní Dubňanský pohár. Od roku 1948 existoval pod názvem Sokol Mutěnice a hrál soutěže hodonínského okresu, největším úspěchem byla I. A třída v letech 1968–1976. V roce 1981 se oddíl přejmenoval na Velkovýkrmny Mutěnice, od roku 1993 má současný název. Vzestup přišel od roku 1994, kdy se prezidentem klubu stal Miroslav Jagoš. Mutěnice postupovaly stále výše, od roku 2001 hrály divizi, v roce 2006 postoupily do MSFL a hned v prvním roce získaly druhé místo. Mutěnicemi prošel také Radek Petr, nejlepší b2rankář Mistrovství světa ve fotbale hráčů do 20 let 2007.

## Umístění v jednotlivých sezonách
Stručný přehled
Zdroj: 
- 1943–1946: I. B třída BZMŽF – III. okrsek
- 1946–1947: I. B třída BZMŽF – IV. okrsek
- 1948: I. B třída BZMŽF – IV. okrsek
- 1966–1968: I. B třída Jihomoravské oblasti – sk. D
- 1968–1969: I. A třída Jihomoravské oblasti – sk. B
- 1978–1979: I. B třída Jihomoravského kraje – sk. D
- 1984–1986: Jihomoravská krajská soutěž I. třídy – sk. B
- 1989–1990: Okresní přebor Hodonínska
- 1990–1991: I. B třída Jihomoravského kraje – sk. B
- 1991–1994: I. A třída Středomoravské župy – sk. B
- 1994–1999: I. B třída Středomoravské župy – sk. C
- 1999–2000: I. A třída Středomoravské župy – sk. B
- 2000–2001: Středomoravský župní přebor
- 2001–2006: Divize D
- 2006–2010: Moravskoslezská fotbalová liga
- 2010–2012: I. A třída Jihomoravského kraje – sk. B
- 2012–2014: Přebor Jihomoravského kraje
- 2014–2015: Divize D
- 2015–2024: Přebor Jihomoravského kraje
- 2024–dosud: 6. liga dospělí JmKFS (B)

Jednotlivé ročníky
Zdroj: 
Legenda: Z – zápasy, V – výhry, R – remízy, P – porážky, VG – vstřelené góly, OG – obdržené góly, +/− – rozdíl skóre, B – body, červené podbarvení – sestup, zelené podbarvení – postup, fialové podbarvení – reorganizace, změna skupiny či soutěže
| Protektorát Čechy a Morava (1939 – 1945) |                                                                       |                                                                       |                                                                       |                                                                       |                                                                       |                                                                       |                                                                       |                                                                       |                                                                       |                                                                       |                                                                       |
| Sezóny                                   | Liga                                                                  | Úroveň                                                                | Z                                                                     | V                                                                     | R                                                                     | P                                                                     | VG                                                                    | OG                                                                    | +/−                                                                   | B                                                                     | Pozice                                                                |
| ...                                      |                                                                       |                                                                       |                                                                       |                                                                       |                                                                       |                                                                       |                                                                       |                                                                       |                                                                       |                                                                       |                                                                       |
| 1943/44                                  | I. B třída BZMŽF – III. okrsek                                        | 4                                                                     | 26                                                                    | 13                                                                    | 1                                                                     | 12                                                                    | 76                                                                    | 74                                                                    | +2                                                                    | 27                                                                    | 7.                                                                    |
| 1944/45                                  | Končila druhá světová válka, pravidelné fotbalové soutěže se nehrály. | Končila druhá světová válka, pravidelné fotbalové soutěže se nehrály. | Končila druhá světová válka, pravidelné fotbalové soutěže se nehrály. | Končila druhá světová válka, pravidelné fotbalové soutěže se nehrály. | Končila druhá světová válka, pravidelné fotbalové soutěže se nehrály. | Končila druhá světová válka, pravidelné fotbalové soutěže se nehrály. | Končila druhá světová válka, pravidelné fotbalové soutěže se nehrály. | Končila druhá světová válka, pravidelné fotbalové soutěže se nehrály. | Končila druhá světová válka, pravidelné fotbalové soutěže se nehrály. | Končila druhá světová válka, pravidelné fotbalové soutěže se nehrály. | Končila druhá světová válka, pravidelné fotbalové soutěže se nehrály. |
| Československo (1945 – 1993)             |                                                                       |                                                                       |                                                                       |                                                                       |                                                                       |                                                                       |                                                                       |                                                                       |                                                                       |                                                                       |                                                                       |
| Sezóny                                   | Liga                                                                  | Úroveň                                                                | Z                                                                     | V                                                                     | R                                                                     | P                                                                     | VG                                                                    | OG                                                                    | +/−                                                                   | B                                                                     | Pozice                                                                |
| 1945/46                                  | I. B třída BZMŽF – III. okrsek                                        | 4                                                                     | 26                                                                    | ...                                                                   | ...                                                                   | ...                                                                   | ...                                                                   | ...                                                                   | ...                                                                   |                                                                       |                                                                       |
| 1946/47                                  | I. B třída BZMŽF – IV. okrsek                                         | 4                                                                     | 18                                                                    | 4                                                                     | 3                                                                     | 11                                                                    | 41                                                                    | 68                                                                    | −27                                                                   | 11                                                                    | 9.                                                                    |
| ...                                      |                                                                       |                                                                       |                                                                       |                                                                       |                                                                       |                                                                       |                                                                       |                                                                       |                                                                       |                                                                       |                                                                       |
| 1948                                     | I. B třída ZMŽF – IV. okrsek                                          | 4                                                                     | 10                                                                    | 4                                                                     | 0                                                                     | 6                                                                     | 26                                                                    | 28                                                                    | −2                                                                    | 8                                                                     | 8.                                                                    |
| ...                                      |                                                                       |                                                                       |                                                                       |                                                                       |                                                                       |                                                                       |                                                                       |                                                                       |                                                                       |                                                                       |                                                                       |
| 1966/67                                  | I. B třída Jihomoravské oblasti – sk. D                               | 6                                                                     | 22                                                                    | 9                                                                     | 6                                                                     | 7                                                                     | 50                                                                    | 38                                                                    | +12                                                                   | 24                                                                    | 5.                                                                    |
| 1967/68                                  | I. B třída Jihomoravské oblasti – sk. D                               | 6                                                                     | 26                                                                    | 15                                                                    | 6                                                                     | 5                                                                     | 55                                                                    | 20                                                                    | +35                                                                   | 36                                                                    | 1.                                                                    |
| 1968/69                                  | I. A třída Jihomoravské oblasti – sk. B                               | 5                                                                     | 26                                                                    | 6                                                                     | 8                                                                     | 12                                                                    | 31                                                                    | 50                                                                    | −19                                                                   | 20                                                                    | 11.                                                                   |
| ...                                      |                                                                       |                                                                       |                                                                       |                                                                       |                                                                       |                                                                       |                                                                       |                                                                       |                                                                       |                                                                       |                                                                       |
| 1978/79                                  | I. B třída Jihomoravského kraje – sk. D                               | 6                                                                     | 26                                                                    | 6                                                                     | 5                                                                     | 15                                                                    | 41                                                                    | 55                                                                    | −14                                                                   | 17                                                                    | 14.                                                                   |
| ...                                      |                                                                       |                                                                       |                                                                       |                                                                       |                                                                       |                                                                       |                                                                       |                                                                       |                                                                       |                                                                       |                                                                       |
| 1984/85                                  | Jihomoravská krajská soutěž I. třídy – sk. B                          | 6                                                                     | 26                                                                    | 12                                                                    | 1                                                                     | 13                                                                    | 46                                                                    | 41                                                                    | +5                                                                    | 25                                                                    | 8.                                                                    |
| 1985/86                                  | Jihomoravská krajská soutěž I. třídy – sk. B                          | 6                                                                     | 26                                                                    | 6                                                                     | 6                                                                     | 14                                                                    | 45                                                                    | 68                                                                    | −23                                                                   | 18                                                                    | 12.                                                                   |
| ...                                      |                                                                       |                                                                       |                                                                       |                                                                       |                                                                       |                                                                       |                                                                       |                                                                       |                                                                       |                                                                       |                                                                       |
| 1989/90                                  | Okresní přebor Hodonínska                                             | 8                                                                     | 26                                                                    | 15                                                                    | 7                                                                     | 4                                                                     | 57                                                                    | 32                                                                    | +25                                                                   | 37                                                                    | 1.                                                                    |
| 1990/91                                  | I. B třída Jihomoravského kraje – sk. B                               | 7                                                                     | 26                                                                    | 9                                                                     | 6                                                                     | 11                                                                    | 35                                                                    | 41                                                                    | −6                                                                    | 24                                                                    | 11.                                                                   |
| 1991/92                                  | I. A třída Středomoravské župy – sk. B                                | 6                                                                     | 26                                                                    | 12                                                                    | 4                                                                     | 10                                                                    | 47                                                                    | 44                                                                    | +3                                                                    | 28                                                                    | 4.                                                                    |
| 1992/93                                  | I. A třída Středomoravské župy – sk. B                                | 6                                                                     | 26                                                                    | 8                                                                     | 5                                                                     | 13                                                                    | 23                                                                    | 37                                                                    | −14                                                                   | 21                                                                    | 9.                                                                    |
| Česko (1993 – )                          |                                                                       |                                                                       |                                                                       |                                                                       |                                                                       |                                                                       |                                                                       |                                                                       |                                                                       |                                                                       |                                                                       |
| Sezóna                                   | Liga                                                                  | Úroveň                                                                | Z                                                                     | V                                                                     | R                                                                     | P                                                                     | VG                                                                    | OG                                                                    | +/−                                                                   | B                                                                     | Pozice                                                                |
| 1993/94                                  | I. A třída Středomoravské župy – sk. B                                | 6                                                                     | 26                                                                    | 7                                                                     | 6                                                                     | 13                                                                    | 35                                                                    | 53                                                                    | −18                                                                   | 20                                                                    | 14.                                                                   |
| 1994/95                                  | I. B třída Středomoravské župy – sk. C                                | 7                                                                     | 26                                                                    | 11                                                                    | 4                                                                     | 11                                                                    | 52                                                                    | 41                                                                    | +11                                                                   | 37                                                                    | 5.                                                                    |
| 1995/96                                  | I. B třída Středomoravské župy – sk. C                                | 7                                                                     | 26                                                                    | 8                                                                     | 7                                                                     | 11                                                                    | 40                                                                    | 50                                                                    | −10                                                                   | 31                                                                    | 12.                                                                   |
| 1996/97                                  | I. B třída Středomoravské župy – sk. C                                | 7                                                                     | 26                                                                    | 8                                                                     | 6                                                                     | 12                                                                    | 30                                                                    | 33                                                                    | −3                                                                    | 30                                                                    | 8.                                                                    |
| 1997/98                                  | I. B třída Středomoravské župy – sk. C                                | 7                                                                     | 26                                                                    | 18                                                                    | 1                                                                     | 7                                                                     | 58                                                                    | 29                                                                    | +29                                                                   | 55                                                                    | 3.                                                                    |
| 1998/99                                  | I. B třída Středomoravské župy – sk. C                                | 7                                                                     | 26                                                                    | 21                                                                    | 3                                                                     | 2                                                                     | 84                                                                    | 21                                                                    | +63                                                                   | 66                                                                    | 1.                                                                    |
| 1999/00                                  | I. A třída Středomoravské župy – sk. B                                | 6                                                                     | ...                                                                   | ...                                                                   | ...                                                                   | ...                                                                   | ...                                                                   | ...                                                                   | ...                                                                   | ...                                                                   | 1.                                                                    |
| 2000/01                                  | Středomoravský župní přebor                                           | 5                                                                     | 30                                                                    | 23                                                                    | 7                                                                     | 0                                                                     | 78                                                                    | 24                                                                    | +54                                                                   | 76                                                                    | 1.                                                                    |
| 2001/02                                  | Divize D                                                              | 4                                                                     | 30                                                                    | 16                                                                    | 9                                                                     | 5                                                                     | 68                                                                    | 40                                                                    | +28                                                                   | 57                                                                    | 3.                                                                    |
| 2002/03                                  | Divize D                                                              | 4                                                                     | 30                                                                    | 16                                                                    | 3                                                                     | 11                                                                    | 58                                                                    | 33                                                                    | +25                                                                   | 51                                                                    | 4.                                                                    |
| 2003/04                                  | Divize D                                                              | 4                                                                     | 30                                                                    | 19                                                                    | 7                                                                     | 4                                                                     | 45                                                                    | 20                                                                    | +25                                                                   | 64                                                                    | 2.                                                                    |
| 2004/05                                  | Divize D                                                              | 4                                                                     | 30                                                                    | 16                                                                    | 4                                                                     | 10                                                                    | 71                                                                    | 44                                                                    | +27                                                                   | 52                                                                    | 3.                                                                    |
| 2005/06                                  | Divize D                                                              | 4                                                                     | 30                                                                    | 21                                                                    | 5                                                                     | 4                                                                     | 87                                                                    | 28                                                                    | +59                                                                   | 68                                                                    | 1.                                                                    |
| 2006/07                                  | Moravskoslezská fotbalová liga                                        | 3                                                                     | 30                                                                    | 16                                                                    | 9                                                                     | 5                                                                     | 50                                                                    | 32                                                                    | +18                                                                   | 57                                                                    | 2.                                                                    |
| 2007/08                                  | Moravskoslezská fotbalová liga                                        | 3                                                                     | 30                                                                    | 13                                                                    | 11                                                                    | 6                                                                     | 48                                                                    | 30                                                                    | +18                                                                   | 50                                                                    | 3.                                                                    |
| 2008/09                                  | Moravskoslezská fotbalová liga                                        | 3                                                                     | 30                                                                    | 9                                                                     | 9                                                                     | 12                                                                    | 37                                                                    | 37                                                                    | 0                                                                     | 36                                                                    | 11.                                                                   |
| 2009/10                                  | Moravskoslezská fotbalová liga                                        | 3                                                                     | 28                                                                    | 9                                                                     | 3                                                                     | 16                                                                    | 21                                                                    | 48                                                                    | −27                                                                   | 30                                                                    | 13.                                                                   |
| 2010/11                                  | I. A třída Jihomoravského kraje – sk. B                               | 6                                                                     | 26                                                                    | 18                                                                    | 6                                                                     | 2                                                                     | 72                                                                    | 21                                                                    | +51                                                                   | 60                                                                    | 1.                                                                    |
| 2011/12                                  | I. A třída Jihomoravského kraje – sk. B                               | 6                                                                     | 26                                                                    | 19                                                                    | 3                                                                     | 4                                                                     | 69                                                                    | 28                                                                    | +41                                                                   | 60                                                                    | 1.                                                                    |
| 2012/13                                  | Přebor Jihomoravského kraje                                           | 5                                                                     | 30                                                                    | 17                                                                    | 5                                                                     | 8                                                                     | 72                                                                    | 39                                                                    | +33                                                                   | 56                                                                    | 3.                                                                    |
| 2013/14                                  | Přebor Jihomoravského kraje                                           | 5                                                                     | 30                                                                    | 20                                                                    | 7                                                                     | 3                                                                     | 65                                                                    | 21                                                                    | +44                                                                   | 67                                                                    | 1.                                                                    |
| 2014/15                                  | Divize D                                                              | 4                                                                     | 30                                                                    | 8                                                                     | 3                                                                     | 19                                                                    | 34                                                                    | 63                                                                    | −29                                                                   | 27                                                                    | 16.                                                                   |
| 2015/16                                  | Přebor Jihomoravského kraje                                           | 5                                                                     | 32                                                                    | 18                                                                    | 5                                                                     | 9                                                                     | 67                                                                    | 37                                                                    | +30                                                                   | 59                                                                    | 4.                                                                    |
| 2016/17                                  | Přebor Jihomoravského kraje                                           | 5                                                                     | 30                                                                    | 22                                                                    | 1                                                                     | 7                                                                     | 67                                                                    | 33                                                                    | +34                                                                   | 67                                                                    | 2.                                                                    |
| 2017/18                                  | Přebor Jihomoravského kraje                                           | 5                                                                     | 30                                                                    | 14                                                                    | 8                                                                     | 8                                                                     | 56                                                                    | 32                                                                    | +24                                                                   | 50                                                                    | 6.                                                                    |
| 2018/19                                  | Přebor Jihomoravského kraje                                           | 5                                                                     | 30                                                                    | 16                                                                    | 7                                                                     | 7                                                                     | 69                                                                    | 35                                                                    | +34                                                                   | 55                                                                    | 3.                                                                    |
| 2019/20                                  | Přebor Jihomoravského kraje                                           | 5                                                                     | 15                                                                    | 6                                                                     | 3                                                                     | 6                                                                     | 23                                                                    | 23                                                                    | 0                                                                     | 21                                                                    | 7.                                                                    |
| 2020/21                                  | Přebor Jihomoravského kraje                                           | 5                                                                     | 10                                                                    | 4                                                                     | 2                                                                     | 4                                                                     | 14                                                                    | 13                                                                    | +1                                                                    | 14                                                                    | 9.                                                                    |
| 2021/22                                  | Přebor Jihomoravského kraje                                           | 5                                                                     | 30                                                                    | 6                                                                     | 8                                                                     | 16                                                                    | 38                                                                    | 65                                                                    | -18                                                                   | 26                                                                    | 14.                                                                   |
| 2022/23                                  | Přebor Jihomoravského kraje                                           | 5                                                                     | 30                                                                    | 8                                                                     | 8                                                                     | 14                                                                    | 32                                                                    | 56                                                                    | -24                                                                   | 32                                                                    | 13.                                                                   |
| 2023/24                                  | Přebor Jihomoravského kraje                                           | 5                                                                     | 30                                                                    | 4                                                                     | 7                                                                     | 19                                                                    | 27                                                                    | 84                                                                    | -57                                                                   | 19                                                                    | 16.                                                                   |
| 2024/25                                  | 6. liga dospělí JmKFS (B)                                             | 6                                                                     | 26                                                                    | 11                                                                    | 3                                                                     | 12                                                                    | 52                                                                    | 45                                                                    | +7                                                                    | 36                                                                    | 7.                                                                    |

Poznámky:
- 2010/11: Mutěničtí se postupu zřekli ve prospěch Kyjova.

## FK Mutěnice „B“
FK Mutěnice „B“ byl rezervním týmem Mutěnic, který se pohyboval převážně v okresních soutěžích. Naposled startoval v ročníku 2009/10 v I. B třídě Jihomoravského kraje – sk. C (7. nejvyšší soutěž).

### Umístění v jednotlivých sezonách
Stručný přehled
Zdroj: 
- 2004–2007: Okresní přebor Hodonínska
- 2007–2010: I. B třída Jihomoravského kraje – sk. C

Jednotlivé ročníky
Zdroj: 
Legenda: Z – zápasy, V – výhry, R – remízy, P – porážky, VG – vstřelené góly, OG – obdržené góly, +/− – rozdíl skóre, B – body, červené podbarvení – sestup, zelené podbarvení – postup, fialové podbarvení – reorganizace, změna skupiny či soutěže
| Česko (2004 – 2008) |                                         |        |    |    |   |    |    |    |     |    |        |
| Sezóny              | Liga                                    | Úroveň | Z  | V  | R | P  | VG | OG | +/− | B  | Pozice |
| 2004/05             | Okresní přebor Hodonínska               | 8      | 26 | 8  | 6 | 12 | 52 | 56 | −4  | 30 | 10.    |
| 2005/06             | Okresní přebor Hodonínska               | 8      | 26 | 9  | 9 | 8  | 65 | 56 | +9  | 36 | 9.     |
| 2006/07             | Okresní přebor Hodonínska               | 8      | 26 | 16 | 4 | 6  | 64 | 34 | +30 | 52 | 1.     |
| 2007/08             | I. B třída Jihomoravského kraje – sk. C | 7      | 26 | 10 | 2 | 14 | 35 | 53 | −18 | 32 | 11.    |
| 2008/09             | I. B třída Jihomoravského kraje – sk. C | 7      | 26 | 10 | 4 | 12 | 37 | 57 | −20 | 34 | 9.     |
| 2009/10             | I. B třída Jihomoravského kraje – sk. C | 7      | 26 | 8  | 4 | 14 | 41 | 49 | −8  | 28 | 12.    |